# Major League Baseball draft
Il Major League Baseball draft è il meccanismo primario per l'assegnazione di giocatori dilettanti alle squadre della lega. L'ordine del draft è stabilito dal posizionamento in classifica della stagione precedente, e la prima scelta è data alla squadra con il piazzamento peggiore. Inoltre, le squadre che hanno perso dei free agent nella stagione precedente hanno diritto a delle scelte "compensative".
Il primo draft si è tenuto nel 1965. A differenza della maggior parte dei draft sportivi, quello della MLB si tiene a metà stagione, nel mese di giugno. Un'altra differenza notevole rispetto agli altri draft delle maggiori leghe sportive professionistiche del Nord America è la sua grandezza: dopo un accordo comune, si è stabilita la durata del draft in 40 giri, più altre scelte compensative. In contrasto, il Draft NFL dura sette giri (con un massimo di 256 scelte), l'NHL Entry Draft dura sette giri con circa 215 scelte e Draft NBA dura due giri (60 scelte).

## Prima dei draft
La Major League Baseball assegnava i giocatori della lega minore fin dal 1921. Nel 1936, la National Football League tenne il primo draft di amatori nello sport professionistico, seguita dieci anni dopo dalla National Basketball Association, che istituì un metodo simile per distribuire i giocatori. Tuttavia, il draft era considerato controverso: il membro del congresso Emanuel Celler contestò la legittimità del draft durante una serie di dibattiti sulle pratiche economiche nelle leghe sportive professioniste durante gli anni '50. Inoltre, alcuni club giudicavano il draft "anti competitivo". Il dirigente degli Yankees Johnny Johnson lo paragonò al comunismo. L'editorialista sportivo Arthur Daley, vincitore del premio Pulitzer, lo paragonò al sistema del "mercato degli schiavi".
Prima dell'adozione del draft, i giocatori dilettanti erano liberi di firmare con una qualsiasi squadra della Major League che firmasse loro un contratto. Come risultato, i team con maggiori disponibilità economica come New York Yankees e St. Louis Cardinals potevano ingaggiare molti giovani talenti.
Nel 1947, la Major League Baseball adottò la bonus rule, una restrizione che puntava alla riduzione dello stipendio dei giocatori e impedire alle squadre più ricche di monopolizzare il mercato dei giocatori. Nella sua forma più restrittiva, impediva per due stagioni a qualsiasi squadra di spostare in una squadra affiliata di una lega minore un giocatore ingaggiato con un bonus alla firma di più di 4.000 dollari. Se il giocatore veniva rimosso dal roster della lega maggiore, questo diventava un free agent. La legislazione venne revocata per due volte, ma venne sempre reistituita.
La regola fu molto inefficace. Ci furono molte accuse verso squadre che facevano firmare contratti con un bonus basso per poi dare ai giocatori dei pagamenti in nero. In un caso famoso, i Kansas City Athletics ingaggiarono Clete Boyer, lo tennero nel loro roster per due anni e lo cedettero agli Yankees non appena fu possibile mandarlo nella minor league. Altri club accusarono gli Yankees di usare gli Athletics come una squadra vivaio; più tardi, gli Athletics ammisero di aver ingaggiato Boyer per gli Yankees. Infine, il contratto di Rick Reichardt, che firmò con i Los Angeles Angels per la somma, allora esorbitante, di 200 000$, che portò all'introduzione del draft.
I club della Major League votarono per il draft durante l'incontro invernale del 1964. Quattro squadre—New York Yankees, St. Louis Cardinals, Los Angeles Dodgers e New York Mets—tentarono di ostacolare la proposta, ma non riuscirono a convincere la maggioranza delle squadre e, alla fine, solo i Cardinals votarono contro la proposta.

## Il draft
Il primo draft della Major League Baseball si tenne nel giugno 1965. L'ordine di scelta è stabilito in base alla posizione ottenuta dalla squadra nella stagione precedente, con alternanza tra le squadre della National e dell'American League.
Originariamente, ogni anno si tenevano tre draft: a giugno il più grande, in cui le squadre sceglievano dilettanti del liceo o all'ultimo anno del college; uno a gennaio, in cui le squadre sceglievano tra i giocatori diplomati in inverno, al primo anno di college (che dovevano attendere il termine della stagione per poter giocare) o chi aveva lasciato il college; uno in agosto per i partecipanti alle leghe estive dilettanti. Il draft di agosto venne eliminato dopo due anni, mentre quello di gennaio rimase attivo fino al 1986.

### Influenza dell'età dei giocatori scelti
Inizialmente, la maggior parte dei giocatori scelti venivano direttamente dai licei. Tra il 1967 e il 1971, vennero scelti solo sette giocatori del college nel primo turno del draft di giugno. Tuttavia i giocatori del college erano giocatori di molto migliori rispetto ai liceali. Nel 1978, i giocatori del college raggiunsero la maggioranza e, nel 2002, la percentuale superò il 60%.

## Procedure e regole

### Idoneità
Per essere scelti un giocatore deve rispondere ai seguenti criteri:
- Essere residente o aver avuto un'educazione negli Stati Uniti d'America, Canada, o in una delle aree insulari degli Stati Uniti d'America come Porto Rico. I giocatori di altri stati non possono essere scelti, e possono essere ingaggiati da una squadra qualsiasi.
- Non aver mai firmato un contratto nella lega maggiore o in quella minore.
- I giocatori del liceo sono idonei solo dopo il diploma e se non hanno frequentato il college.
- I giocatori che frequentano un percorso quadriennale in un college o in un'università sono idonei dopo tre anni dall'inizio della carriera scolastica o dopo il loro 21º compleanno (in base a cosa avviene prima).
- I giocatori dei Junior e community college possono essere scelti in qualsiasi momento.

### Ordine di scelta
L'ordine generale di scelta è inverso rispetto alla posizione ottenuta in classifica nella stagione precedente. Se due squadre terminano con un punteggio uguale, viene considerato l'anno precedente ancora; il team con il record peggiore ha la prima scelta.

### Diritti di negoziazione
Prima del 2007. una squadra deteneva i diritti di ingaggiare un giocatore fino a una settimana prima del draft successivo, o fino a che il giocatore non torna al college quadriennale a tempo pieno.
Dal 2012, i giocatori scelti possono essere ingaggiati fino al 15 luglio. Se un giocatore scelto entra in un junior college non può essere ingaggiato fino al termine della stagione di baseball della scuola. Un giocatore che è stato scelto e non ha firmato un contratto può essere scelto nuovamente nel draft successivo, se è ancora idoneo. Una squadra non può scegliere lo stesso giocatore due anni di fila, a meno che il giocatore non abbia permesso la sua riselezione.
Un giocatore idoneo alla selezione che non viene scelto da nessuna squadra diventa un free agent e può firmare un contratto con qualsiasi squadra prima del draft successivo o fino a che entra in un junior college. Nella settimana precedente il draft, chiamata "closed period" le squadre non possono ingaggiare nessun nuovo giocatore.

### Scelte compensative
Le squadre possono ricevere una scelta compensativa in base ai free agent che hanno rifiutato un'offerta qualificatrice. Un'offerta qualificatrice è definita come un contratto che vale quanto i maggiori 120 contratti di quell'anno (nel 2015, il valore di un'offerta qualificatrice era di 15 800 000$). Nel 2013 le regole per le scelte compensative sono state cambiate.

#### Regole precedenti al 2013
Prima del draft del 2013 draft, free agent venivano classificati dal Elias Sports Bureau in base ai loro due anni di gioco precedenti, confrontandoli con giocatori di ruolo simile. I giocatori venivano categorizzati di tipo A o B o venivano inseriti in una categoria generale.
• I free agenti di tipo A erano classificati nel 20º percentile dei giocatori di quel ruolo. Una squadra che ingaggiava un giocatore di tipo A dava la propria prima scelta alla squadra rifiutata dal giocatore; questa squadra riceveva anche una scelta supplementare nel turno "sandwich" tra il primo e il secondo giro di scelta.
• Un free agent di tipo B era tra il 20º e il 40º percentile dei giocatori di quel ruolo. Una squadra che perdeva un giocatore di tipo B riceveva una scelta supplementare, ma la squadra che sceglieva il giocatore di tipo B non perdeva alcuna scelta.
• Tutti gli altri giocatori non davano diritto ad alcuna scelta compensativa. Precedentemente c'era una terza classe di giocatori di "Tipo C", eliminata nel contratto collettivo nazionale di lavoro del 2007.
Per essere idoneo a una scelta compensativa, un free agent deve essere stato ingaggiato prima del termine dell'arbitrato a inizio dicembre o aver ricevuto un'offerta di arbitrato dalla squadra da cui era stato scelto, ma aver firmato con un'altra squadra.
Le scelte compensatorie concesse da un team tramite questo metodo erano le migliori scelte possibili per il team, fatta eccezione per le scelte della prima metà del primo giro. Queste scelte erano protette dall'essere usate come compensatorie. Se una squadra che aveva effettuato una scelta nella prima metà del primo turno ingaggiava un free agent di tipo A, avrebbero dovuto cedere la scelta del secondo giro.

#### Le regole dal 2013
Per il draft del 2012 le designazioni di "tipo A" e "tipo B" rimasero in atto, vennero incluse delle modifiche che cambiarono lo status di 11 giocatori di tipo A. Sei vennero designati con "tipo A modificato" (il che implicava che la squadra che li ingaggiava non cedeva alcuna scelta del draft, ma la squadra rifiutata dal giocatore riceveva una scelta compensativa); i rimanente cinque erano "tipo B modificato", con condizioni identiche ai free agent di tipo B.
A partire dal draft del 2013, i free agent non vennero più divisi in base al "tipo". Invece, una squadra può ricevere una scelta compensativa solo se fa al giocatore un'offerta uguale alla media dei 125 contratti più ricchi. Tuttavia, se il giocatore viene ceduto nell'ultima stagione prevista dal suo contratto, il nuovo team non riceve alcuna scelta compensativa.